# Classement par rang des vaisseaux

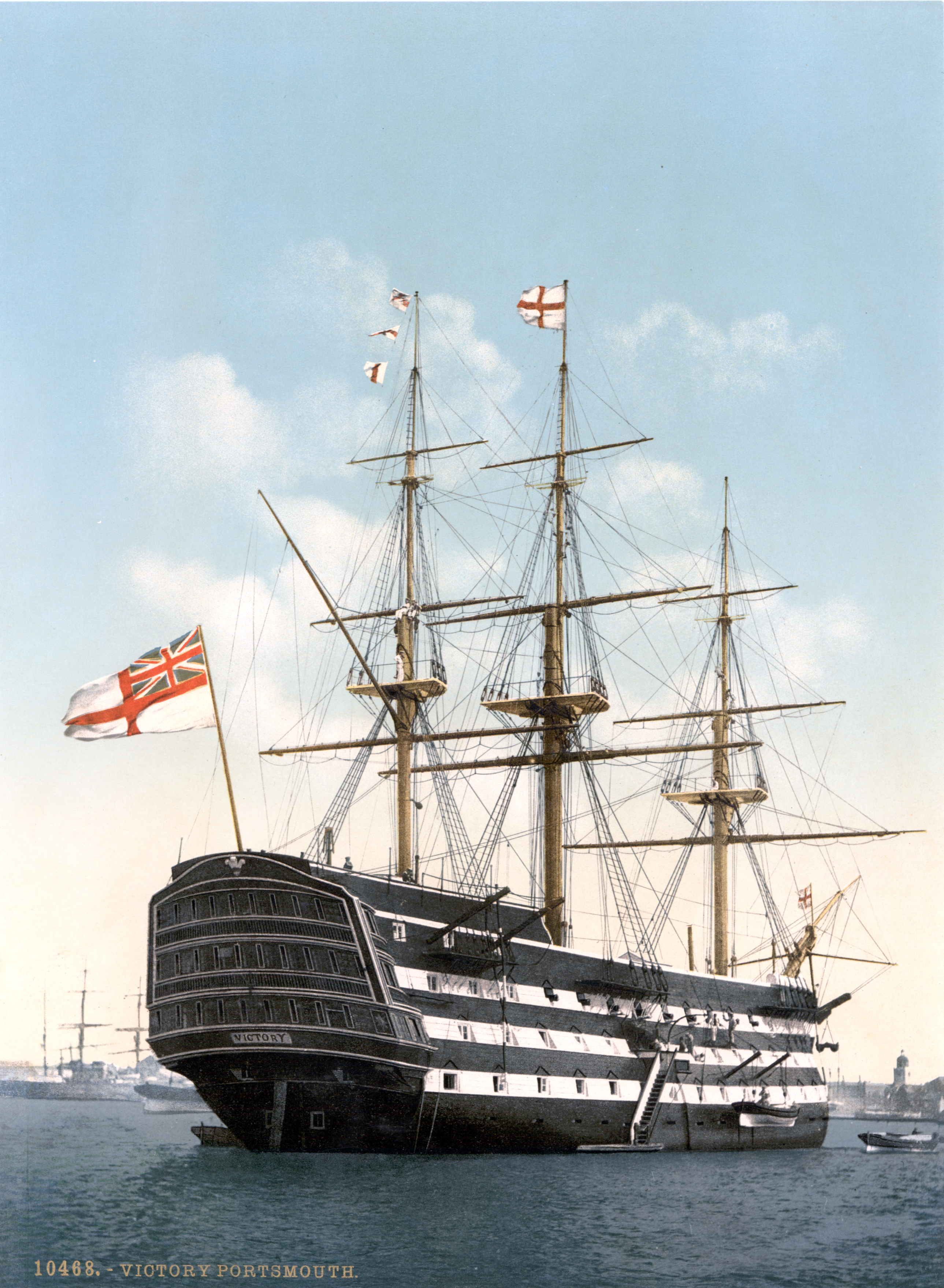
Le, vaisseau de premier rang et navire amiral d'Horatio Nelson.

Au XVIIe siècle, le développement de la technique de combat en ligne de file des vaisseaux d'une armée navale a conduit à rechercher une certaine homogénéité entre les navires composant cette ligne. Il devenait important, pour conserver la cohésion de la file, que les navires aient une vitesse et une puissance de feu à peu près équivalentes.
Dans ce but, le classement par rang des vaisseaux est apparu à peu près à la même période dans les grandes marines européennes.
D'autres raisons ont aussi présidé à l'instauration de ce classement. Par exemple, cela permettait de savoir quels navires un officier de tel ou tel grade pouvait se voir confier.
Ce classement par rang des vaisseaux a été notamment utilisé par la Royal Navy entre le milieu du XVIIe siècle et le milieu du XIXe siècle pour classer les navires de guerre à voile en fonction du nombre et du poids de leurs canons, mais on le retrouve aussi dans la marine française sous le règne de Louis XIV.
Si les classes (ou rangs) sont restées assez stables, le rattachement des navires à l'une ou l'autre d'entre elles a varié, suivant les progrès de la construction navale. Tous les navires ne sont pas « classés ». Ne sont pris en compte que les plus puissants des vaisseaux, ceux qui vont composer la ligne de bataille. Mais on trouvera aussi des navires qui n'en font plus partie mais qui ont une puissance équivalente à celles de vaisseaux de ligne de temps plus anciens. Ce sera le cas des frégates, par exemple.

## Classement par rangs sousLouis XIV
Le classement est déterminé par les ordonnances du 1er décembre 1669 et du 15 avril 1689 sur l'artillerie des vaisseaux, qui établissent le nombre de canons pour chaque rang, ainsi que leur calibre (allant jusqu'à du 36 livres pour un premier rang) et leur matière (uniquement en bronze pour les premiers rangs, principalement en fonte pour les autres).
| Rangs                      | Volume en tonneaux en 1669 | Nombre de canons en 1669 | Volume en tonneaux en 1689 | Nombre de canons en 1689 |
| Vaisseau de premier rang   | plus de 1 400              | plus de 80               | plus de 2 000              | plus de 100              |
| Vaisseau de deuxième rang  | 1 000 à 1 200              | environ 64               | 1 500                      | environ 80               |
| Vaisseau de troisième rang | 900 à 1 000                | environ 50               | 1 200                      | environ 60               |
| Vaisseau de quatrième rang | 600 à 800                  | environ 40               | 700                        | environ 44               |
| Vaisseau de cinquième rang | 300                        | environ 30               | 400                        | environ 36               |

## Classement par rangs dans laRoyal Navy
| Classement par rang utilisé par la Royal Navy durant les guerres napoléoniennes | Classement par rang utilisé par la Royal Navy durant les guerres napoléoniennes | Classement par rang utilisé par la Royal Navy durant les guerres napoléoniennes | Classement par rang utilisé par la Royal Navy durant les guerres napoléoniennes | Classement par rang utilisé par la Royal Navy durant les guerres napoléoniennes | Classement par rang utilisé par la Royal Navy durant les guerres napoléoniennes | Classement par rang utilisé par la Royal Navy durant les guerres napoléoniennes | Classement par rang utilisé par la Royal Navy durant les guerres napoléoniennes | Classement par rang utilisé par la Royal Navy durant les guerres napoléoniennes |
| Types                                                                           | Types                                                                           | Rangs                                                                           | Canons                                                                          | Batteries                                                                       | Hommes                                                                          | Tonnages approximatifs                                                          | Actifs en 1794                                                                  | Actifs en 1814                                                                  |
| ------------------------------------------------------------------------------- | ------------------------------------------------------------------------------- | ------------------------------------------------------------------------------- | ------------------------------------------------------------------------------- | ------------------------------------------------------------------------------- | ------------------------------------------------------------------------------- | ------------------------------------------------------------------------------- | ------------------------------------------------------------------------------- | ------------------------------------------------------------------------------- |
| Navire de ligne                                                                 | Navire de ligne                                                                 | First-rate                                                                      | 100 à 120                                                                       | 3                                                                               | 850 à 875                                                                       | 2 500                                                                           | 5                                                                               | 7                                                                               |
| Navire de ligne                                                                 | Navire de ligne                                                                 | Second-rate                                                                     | 90 à 98                                                                         | 3                                                                               | 700 à 750                                                                       | environ 2 200                                                                   | 9                                                                               | 5                                                                               |
| Navire de ligne                                                                 | Navire de ligne                                                                 | Third-rate                                                                      | 64 à 80                                                                         | 2                                                                               | 500 à 650                                                                       | 1 750                                                                           | 71                                                                              | 87                                                                              |
| Navire de ligne                                                                 | Navire de ligne                                                                 | Fourth-rate                                                                     | 48 à 60                                                                         | 2                                                                               | 320 à 420                                                                       | environ 1 000                                                                   | 8                                                                               | 8                                                                               |
| Frégate                                                                         | Frégate                                                                         | Fifth-rate                                                                      | 32 à 44                                                                         | 1 ou 2                                                                          | 200 à 300                                                                       | 700 à 1 450                                                                     | 78                                                                              | 123                                                                             |
| Frégate                                                                         | Frégate                                                                         | Sixth-rate                                                                      | 20 à 28                                                                         | 1                                                                               | 140 à 200                                                                       | 450 à 550                                                                       | 32                                                                              | 25                                                                              |
| Sloop-of-war (Corvette, FR)                                                     | Ship sloop                                                                      | Non classé                                                                      | 16 à 18                                                                         | 1                                                                               | 90 à 125                                                                        | 380                                                                             | 76                                                                              | 360                                                                             |
| Sloop-of-war (Corvette, FR)                                                     | Brig sloop (Brick armé ou Cotre)                                                | Non classé                                                                      | 6 à 14                                                                          | 1                                                                               | 5 à 25                                                                          | inférieur à 220                                                                 |                                                                                 |                                                                                 |